# Sjeverni Pajuti
Sjeverni Pajuti (Northern Paiutes,  Mono-Paviotso), zbirno ime raznim plemenskim skupinama i bandama šošonskih Indijanaca rasipanih po velikim prostranstvima današnjih država Nevada, Kalifornija i Oregon. Jezično Sjeverni Pajuti pripadaju zapadnonumičkoj (Western Numic) skupini šošonskih jezika zajedno s govorima Indijanaca Western Mono, Eastern Mono, Bannock i Owens Valley Paiute. 

## Ime
Sam naziv Paiute čije se ime najčešće prevodi kao "water Ute", označava dvije nesrodne šošonske zajednice od kojih su Sjeverni srodni Bannock Indijancima, koji su mnogo ratoborniji od svojih Južnih imenjaka ili pravih Pajuta srodnika Jutima. Namziv Mono-Paviotso ime je za njih koje je usvojio "Handbook of American Indians" (Hodge, 1907, 1910), nastalom prema skračenim nazivima  'Monachi' , imena kojim su im dali Yokuti i  'Monozi'  od Maidu Indijanaca, te po plemenskoj grupi Paviotso, dijela Sjevernih Pajuta naseljenih u Nevadi. Naziv Paviotso domorodački je termin koji Powell (1891) daje nevadskoj skupini Sjevernih Pajuta, ponekad se koristi za sve Sjeverne Pajute. Indijanci Chukchansi nazivaju ih  'Nutaa' , 'one istočno' ili 'oni uzvodno'. Naziv Snake ili Zmijski Indijanci koristi se za grupu naseljenu u Oregonu.

## Plemena i bande
U domorodačkoj Americi Sjeverni Pajuti imali su 77 skupina u Kaliforniji, 33 u Nevadi i 13 u Oregonu.
Ova velika jezična skupina obuhvaća Indijance Mono iz jugoistočne Kalifornije, Paviotso iz zapadne Nevadi, i "Snakes" i Saidyuka Indijance iz istočnog Oregona. Skupina Western Mono, prema Kroeberu, obuhvaća plemena: Balwisha, Holkoma, Northfork Mono, Posgisa ili Poshgisha, Waksachi i Wobonuch. Narod iz doline Deep Springs Valley zvao je svoju dolinu Patosabaya, a sami sebe Patosabaya nünemua. Narod u dolini Fish Lake Valley, sjeverno od Deep Springs Valleya,  nije imao konstituiranu ujedinjenu bandu, nego su živjeli u više sela: Ozanwin, Pau'uva, Sohodühatü, Suhuyoi, Tuna'va, Tü'nava, Watühad i Yogamatü.
Popis lokalnih grupa (uglavnom prema Swantonu, porijeklom su iz različitih izvora):
- Aga'idökadö, Walker Lake, Nevada
- Agaivanuna, Summit Lake, zapadna Nevada.
- Atsakudökwa tuviwarai, duž granice Nevade i Oregona.
- Duhutcyatikadu, jeezra Silver i Summer Lake, Oregon.
- Genega's Band, ušće rijeke Truckee River
- Gidutikadu, Surprise, Kalifornija; Coleman; Warner, Oregon.; i moždau Long Valleys, u Kaliforniji, Nevadi i Oregonu.
- Goyatikendu, Yainax i Beatty, Oregon.
- Hadsapoke's Band, Gold Canyon, Carson River.
- Hoonebooey (), istočno od Cascade i južno od Blue Mountains, Oregon.
- Itsaatiaga, oko Unionvillea, Nevada.
- Kaivanungavidukw, u Surprise Valley, sjeveroistočna Kalifornija.
- Kamodökadö, Smoke Creek Desert, Nevada
- Kidütökadö, Summit Lake, Nevada
- Koa'aga´itöka, Boise, Idaho
- Koeats, sjeverna središnja Nevada.
- Kosipatuwiwagaiyu, oko Carson Sinka.
- Koyuhow, oko McDermitta, Nevada.
- Küpadökadö, Lovelock, Nevada
- Kuhpattikutteh, na Quinn Riveru, Nevada.
- Kuyuidika, blizu Wadsworthana rijeci Truckee River.
- Kuyuitikadu (Kuyuidökadö), na Pyramid Lake, Nixon, Nevada.
- Kwinaduvaa,  McDermitt, Nevada.
- Laidukatuwiwait, kod Humboldt Sinka.
- Lohim, izolirana Shoshonean banda, Oreg.
- Loko, na ili blizu Carson Rivera, Nevada.
- Makuhadökadö, Unionville, Nevada
- Nogaie (od četiri podbande), kod Robinson Districta, Spring Valley, Duckwater, i White River Valley.
- Odukeo's band, kod jezera Carson i Walker.
- Oualuck's Band, u Eureka Valleyu, Oregon.
- Pakwidökadö, Hawthorne, Nevada
- Pamitoy, u Mason Valleyu.
- Paxai-dika, u Bridgeport Valleyu, Kalifornija.
- Petodseka, oko jezera Carson i Walker.
- Piattuiabbe (sastoje se od pet bandi), blizu Belmonta, Nevada.
- Pitanakwat ili Petenegowat, u Owens Valley, ali prije u okrugu Esmeralda, Nevada.
- Poatsituhtikuteh, na north fork of Walker River.
- San Joaquin's Band,  Carson Valley.
- Sawagativa (Sawawaktödö), oko Winnemucce.
- Shobarboobeer, unutrašnji Oregon.
- Shuzavi-dika, u Mono Valley, Kalifornija.
- Tagötöka, rijeke Jordan i Owyhee.
- Tasiget tuviwarai, Winnemucca Valley, Nevada
- Toedökadö, Stillwater, Nevada
- Togwingani,  Malheur Lake, Oregon.
- Tohaktivi, oko White Mountains, blizu izvora Owens Rivera, Kalifornija.
- Toitikadu,  Fallon i Yerington, Nevada.
- Toiwait.
- Tonawitsowa (od šest bandi), kod Battle Mountain i Unionvillea.
- Tonoyiet's Band, Truckee River.
- Torepe's Band,  Truckee River.
- Tosarke's Band, kod jezera Carson i Walker.
- Tövusidökadö, Smith i Mason Valley, Nevada
- Tsapakah, u Smith Valley.
- Tsösö'ödö tuviwarai, Steens Mt., Oregon
- Tubianwapu, kod Virginia City.
- Tubuwitikadu, istočno od Steens Mountaina, Oregon.
- Tupustikutteh, na Carson Riveru.
- Tuziyammos, kod Warner Lake, Oregon.
- Wadatikadu (Wadatöka, Wada-Tika), u Burns, Malheur District, Oregon, i Susanville, Kalifornija.
- Wahi's Band,  Carson River.
- Wahtatkin, istočno od Cascade Mountains i južno od Blue Mountainsa, Oregon.
- Walpapi, obale jezera Goose, Silver, Warner i Harney, Oregon.
- Warartika, oko Honey Lake, ajeveroistočna Kalifornija.
- Watsequeorda's Band, na Pyramid Lake.
- Winemucca's Band, tradicionalno na Smoke Creek blizu Honey Lake, sjeveroistočna Kalifornija, ali su se širili sve do drigih bandi Sjevernih Pajuta što su živjele zapadno od Hot Springs planina u Nevadi.
- Wobonuch, izvor Mill Creeka, Kalifornija, i dalje na sjever.
- Yahuskin, obale jezera Goose, Silver, i Harney, Oregon.
- Yammostuwiwagaiya, u Paradise Valley, Nevada.

Hodgeov popis: Agaivanuna, Genega's Band, Hadsapoke's Band, Holkoma, Hoonebooey, Intimbich, Itsaatiaga, Kaidatoiabie, Kaivanungavidukw, Koeats, Kokoheba, Kosipatuwiwagaiyu, Kotsava, Koyuhow, Kuhpattikutteh, Kuyuidika, Laidukatuwiwait, Lohim, Loko, Nahaego, Nim, Nogaie, Odukeo's band, Olanche, Oualuck's band, Pagantso, Pagwiho, Pamitoy, Pavuwiwuyuai, Petenegowat, Petodseka, Piattuiabbe, Poatsituhtikuteh, Poskesa, San Joaquins' band, Sawagativa, Shobarboobeer, Sunananahogwa, Temoksee, Togwingani, Tohaktivi, Toiwait, Tonawitsowa, Tonoyiet's band, Toquimas, To Repe's band, Tosarke's band, Tsapakah, Tubianwapu, Tupustikutteh, Tuziyammos, Wahi's band, Wahtatkin, Walpapi, Warartika, Watsequeorda's band, Winnemucca's Band, Waksachi, Yahuskin i Yammostuwiwagaiya

## Sela
Sjeverni Pajuti po prirodi sakupljači, poglavito nisu imali stalnih naselja, nego privremena, koja su se sastojala od vjetrobrana napravljenih od granja. Gifford (1932) navodi za Northfork Mono Indijance uz 83 ribarska logorišta i sljedeće logore ili kampove: Apasoraropa, Apayiwe, Asiahanyu, Bakononohoi, Dipichugu, Dipichyu, Ebehiwe, Homenadobema, Homohomineu, Howaka, Kodiva, Konahinau, Kotuunu, Kunugipü, Monolu, Moyopaso, Muchupiwe, Musawati, Nakamayuwe, Napasiat, Noboihawe, Nosidop, Ohinobi, O'oneu, Oyonagatü, Pahabitima, Pakasanina, Papavagohira, Pasawapü, Pasiaputka, Pausoleu, Payauta, Pekeneu, Pimishineu, Poniaminau, Poniwinyu, Ponowee, Saganiu, Saiipü, Saksakadiu, Sanita, Sigineu, Sihuguwe, Sikinobi, Sipineu, Siügatü, Soyakanim, Sukuunu, Supanaminau, Takapiwe, Takatiu, Tasineu, Tiwokiiwe, Topochinatü, Tübipakwina, Tükweninewe, Tumuyuyu, Tüpipasagüwe, Waapüwee, Wadakhanau, Wegigoyo, Wiakwü, Wokoiinaha, Wokosolna, Yatsayau, Yauwatinyu, Yauyau.
Tek od Indijanaca Owens Valley Paiute na istoku Kalifornije Steward navodi "districts"-e, političke jedinice s lovačkim pravima i pravima na sakupljanje sjemenki koji se satoje od brojnih sela, to su: 
- Kwina patü, u dolini Round Valley.
- Panatü, na teritoriju Black Rock, pa na jug do Taboose Creeka.
- Pitana patü, sjeverno od vulkanske visoravni i Norton Creeka u Sierri.
- Tovowahamatü,sa središtwem u Big Pine, na jug do Big Pine Creeka u planinama, ali s ribarskim pravima i pravima sakupljanja sjemenja duž rijeke Owens River gotovo do Fish Springsa.
- Tunuhu witü, nepoznatih granica.
- Utü'ütü witü, od vručih izvora (danas Keough's), južno do Shannon Creeka.

## Povijest
Pajuti u kontakt s Europljanima dolaze tek dvadesetih i kasnijih godina 19. stoljeća. Jedediah Smith ih moguće posjećuje 1825., ili još ranije neki stari traper koji je bio poznat kao Old Greenwood. Sljedeće 1826. godine Peter Skene Ogden dolazi među oregonske Pajute, ali od svih najranije, ekspedicija Lewisa i Clarka sredinom prvih godina 19. stoljeća spominje Indijance Shobarboobeer u blizini Columbije, kraju nastanjenim Shahaptian plemenima. Za ove Shobarboobeere on kaže da su Šošoni i da ovamo dolaze zbog ribolova. Iz sjeveroistočnog Oregona razne pajutske skupine potisnuli su prema jugu Shahaptian i Cayuse Indijanci, pa su se do danas zadržali na jugoistoku Oregona gdje još u okrugu Harney obitavaju potomci Wadatika Pajuta. Sjeverni Pajuti imali su cijeli niz konflikata s bijelcima a godine 1833. sukobljavaju se traperom Joseph Reddeford Walkerom,(1798-1872) i njegovim ljudima, koji iste godine otkrivaju i Yosemite Valley, što će poslije biti proglašen nacionalnim parkom. Godine 1866. osniva se za njih rezervat na rijeci Truckee. Od nekadašnjih 8,000 (1700), broj im je 2000 narastao na 13,250. 
Poznatiji pripadnici Sjevernih Pajuta bili su Wodziwob, osnivač religije Ghost Dance ili Plesa duhova, kojeg je on prvi puta uveo 1869. Wodziwob je umro oko 1872. ali se između 1871. i 1873. ples duhova poput požara raširio među kalifornijskim i oregonskim plemenima. Ples duhova će ponovno uvesti Wovoka (c. 1856–1932) koji se često puta neopravdano navodi kao njegov osnivatelj, i čiji je otac, Tavibo, asistirao Wodziwobu.

## Etnografija
Sjeverni Pajuti zauzimaju zapadni dio Velikog slanog bazena a njihove skupine su polunomadski i nomadski, lovci i sakupljači, te nalik Zapadnim Šošonima. Temeljna ekonomska i sociopolitička jedinica je nuklearna obitelj, ali su većinom organizirani po proširenim obiteljima ili mikrobandama. Banda je najmanje komplicirana politička organizacija, ona je bez centraliziranog političkog sustava i sastoji se od politički autonomnih proširenih obitelji. Kod Sjevernih Pajuta u pre-kontaktno doba svaka ova banda imala je specifični teritorij čije se središte nalazi uglavnom na nekom jezeru ili drugom izvoru vode koje ih može snabdijevati ribom i vodenim pticama. Zečevi i pustinjska vitoroga antilopa (Antilocapra americana) lovili su se kolektivnim lovom, u kojima su često puta uključene i susjedne bande. Piñon, je veoma važan izvor prehrane koji se sakupljao u jesen i čuvao za krizne zimske periode. Isto tako važnu ulogu u ovom oskudnom kraju imale su i sjemenke raznog bilja i korijenje. 
Većina ovih bandi lutalo je s mjesta na mjesto i neprekidnim potragama za hranom, a prema ovim glavnim izvorima hrane dobivali su i imena. U području jezera Pyramid bili su Cui Ui Ticutta ili "Cui-ui eaters", u području Lovelocka Koop Ticutta ili "ground-squirrel" eaters i kod Carson Sinka Toi Ticutta ili "tule eaters". Ovo vrijedi i za njihove rođake Bannocke čije bande poznajemo kao Kutsshundika (Kučundika), Waradika ili 'jedaći zobena sjemenja' i drugi.
S drugim susjednim šošonskim skupinama Sjeverni Pajuti bili su uglavnom u dobrim odnosima.

## Sjeverni Pajuti danas
Danas Sjeverni Pajuti u Kaliforniji žive po rezervatima Big Pine, Big Sandy Rancheria, Bishop, Bridgeport Colony, Cedarville Rancheria, Cold Springs, Fort Bidwell North Fork Rancheria, Susanville Rancheria i Xl Ranch. U Nevadi žive na reezrvatima: Duck Valley, Fallon Colony and Reservation, Fort Mcdermitt, Pyramid Lake, Reno-Sparks Colony, Walker River, Winnemucca i Yerington Colony and Reservation. U Oregonu na dva rezervata: Burns Paiute i Warm Springs.

## Vanjske poveznice
- Northern Paiute
- Northern Paiute Subanalysis  Arhivirana inačica izvorne stranice od 17. kolovoza 2007. (Wayback Machine)
- A traditional Northern Paiute house (slika)  Arhivirana inačica izvorne stranice od 29. siječnja 2008. (Wayback Machine)
- Bibliografija